# Strømmebakken
Der Strømmebakken (norwegisch) ist ein 9 km langer Gletscherhang der Heimefrontfjella im ostantarktischen Königin-Maud-Land. Er liegt am nordöstlichen Ende der Kottasberge.
Wissenschaftler des Norwegischen Polarinstituts benannten ihn 1987 nach der norwegischen Postbeamtin Inger Johanne Strømme (1915–1990), einer Anführerin im Widerstand gegen die deutsche Besatzung Norwegens im Zweiten Weltkrieg.